# Gammal kärlek rostar aldrig
«Gammal kärlek rostar aldrig» (рус. Старая любовь никогда не умирает, дословно: Старая любовь никогда не ржавеет) — десятый сольный студийный шведскоязычный альбом шведского поп-рок музыканта Пера Гессле, вышедший 6 ноября 2020 года.
О выходе альбома было объявлено 14 сентября 2020 года. Через 4 дня вышел первый сингл «Nypon och ljung», за ним последовал второй сингл «Ömhet» 6 ноября.
Песня с названием «Gammal kärlek rostar aldrig» вышла тремя годами позднее в студийном альбоме Gyllene Tider «Hux flux» (2023).

## История записи
Согласно официальному пресс-релизу, Гессле провёл лето 2020 года на западном берегу Швеции (в родном Хальмстаде), оглядываясь назад на свою карьеру музыканта и автора песен, которая длится уже 44 года. Самую первую песню в своей карьере музыкант написал в 1976 году в стиле new wave.
В альбом вошли песни, которые Гессле сочинил в 1980-е годы как для других артистов, так и для себя, но по каким-то причинам не вошедшие в альбомы, вышедшие до сих пор. Эти песни он исполняет на настоящей пластинке со своими друзьями-музыкантами из родного Хальмстада. Песни, написанные для других артистов: «Segla på ett moln» (записала шведской певицей Анне-Ли Рюде), «I din hand» (записана Сванте Турессоном). Песни, которые Гессле написал в 80-е для себя, но по разным причинам не выпустил их официально, хотя они все ещё много значат для него: «Viskar», «Tända en sticka till» и «Kom ut till stranden». Песня «Ömhet» была написана в начале 2000-х, но уже не успела быть записанной на диске «Mazarin» (2003). «Nypon och ljung» должна была попасть в альбом, записанный в Нашвилле несколько лет назад.
Через несколько дней после выхода альбома Гессле появился на телевидении в популярной передаче «Hellenius hörna» на шведском канале TV4, где рассказал об альбоме, музыке и своей жизни.

## Музыканты
- Пер Гессле — вокал, гитара
- Хелена Юсефссон — вокал, бэк-вокал
- Матс МП Перссон — гитара
- Уно Свеннингссон — вокал (приглашённый артист)
- Пер Торнберг[швед.] — саксофон-тенор
- Йикен Юханссон — бас-гитара и гавайская гитара

Торнберг и Юханссон — хальмстадские музыканты, с которыми Гессле сотрудничает впервые. Первого в тексте официального пресс-релиза Гессле называет одним из лучших джазовых саксофонистов Швеции; также он рассказывает что они давние друзья.
Пер Торнберг также принял участие в записи альбома Gyllene Tider «Hux flux» (2023).

## Список песен и форматы записи
Альбом выпущен на виниле, цветном виниле, CD, а также доступен для покупки в цифровом виде. Автором фотографий для обложки и буклета альбома является шведский фотохудожник Бруно Эрс.
1. Nypon och ljung (новая)
2. I din hand (новая, ранее была записана Сванте Турессоном)
3. Du kommer så nära (du blir alldeles suddig) (из альбома «En händig man»)
4. Hjärta utan hem (из альбома Gyllene Tider «Finn 5 fel!»)
5. Segla på ett moln (demo)
6. Viskar (из альбома «Scener»)
7. Ömhet (новая)
8. Lycklig en stund (из альбома «Scener»)
9. Tända en sticka till (из альбома «Per Gessle»)
10. Som regn på en akvarell (из альбома Gyllene Tider «Puls»)
11. Mamma
12. Pappa
13. Kom ut till stranden (demo)

## Синглы
- «Nypon och ljung» (18 сентября 2020) — только цифровой релиз
- «Ömhet» (6 ноября 2020) — только цифровой релиз

### «Ömhet»
Сингл был выпущен 6 ноября 2020 года (цифровой релиз) и 18 декабря 2020 (7" розовый винил, 750 копий).
Сторона А: «Ömhet». Автор текста и музыки: Пер Гессле. Песня была записана на студии «Tits & Ass Studio» в Хальмстаде и на студии «Sweetspot» в Харплинье в июне и июле 2020 года. Музыканты: вокал, акустическая гитара, электрогитара, педальный орган, пианино: Пер Гессле; вокал: Хелена Юсефссон; электрогитара, 12-струнная электрогитара и клавесин: Матс МП Перссон; бас-гитара: Фредрик Юханссон; ударные и перкуссия: Йенс Йонссон.
Сторона В: «I din hand (демо Tits & Ass 14 июня 1993)». Автор текста: Пер Гессле и Оса Нордин-Гессле, автор музыки: Пер Гессле. Записана 14 июня 1993 года в Хальмстаде. Музыканты: Пер Гессле: вокал, акустическая гитара и орган; Матс МП Перссон: бас и аккордеон.

## Обзор песен
Вместе с основным альбомом был выпущен второй диск под названием «Per Gessle berättar» (рус. Пер Гессле рассказывает), на котором музыкант рассказывает об истории написания песен, поскольку различные их версии (за исключением новых композиций) ранее звучали либо в альбомах других музыкантов, либо на концертах самого Гессле и проч. Информация представленная в этом разделе основывается в том числе на рассказах исполнителя из указанного источника.
1. «Nypon och ljung» была написана в 2012 году для альбома Gyllene Tider «Dags att tänka på refrängen», но Гессле никогда даже не показывал эту песню другим участникам коллектива. Позже он записал демоверсию песни в Швеции для того, чтобы записать её на одном из своих нашвилльских альбомов («En vacker natt» и «En vacker dag» (2017)), но и эта демоверсия даже не проигрывалась ни разу при работе над альбомами[7].
2. При написании «I din hand» супруга музыканта Оса Гессле стала соавтором текста песни[9] (а заодно и песни Gyllene Tider «Det är blommor som har fångat dej» из альбома «Konstpaus» (2000)). Гессле сочинил музыку для песни и записал демоверсию в июне 1993 года, когда шла работа над альбомом Roxette «Crash! Boom! Bang!» (1994). Студийная версия песни была записана и выпущена шведским музыкантом Сванте Турессоном в камбек-альбоме «En salig man» (1993)[10]. В записи песни вместе с Турессоном приняла участие шведская певица Anne-Lie Rydé[англ.] (для которой Гессле ранее написал песню «Segla på ett moln[швед.]»).
3. «Du kommer så nära (du blir alldeles suddig)» была выпущена на бонусном диске к сольному альбому Гессле «En händig man» (2007). В настоящем альбоме Гессле исполняет её дуэтом с Уно Свеннингссоном, солистом группы «Freda'[англ.]». Это единственная песня в альбоме, над которой работал Кристофер Лундквист, многолетний продюсер Гессле и Roxette — здесь он играет на электрогитаре.
4. «Hjärta utan hem» из альбома Gyllene Tider «Finn 5 fel!».
5. «Segla på ett moln» была написана Гессле для своего дебютного сольного альбома «Per Gessle» (1983). В тот год коллеги музыканта по Gyllene Tider были призваны в армию, однако сам Гессле призыва избежал и, пока группа не выступала, у него было много свободного времени для написания новых песен. Пер также заявляет, что песню «никогда не использовали и нигде не выпускали», что не совсем верно: демоверсия песни, записанная с Мари Фредрикссон была выпущена в 1992 году. Кроме того, в 1983 году песню записала шведская певица Анне-Ли Рюде[англ.] и добилась с нею большого успеха в Швеции[10]. Однажды Гессле исполнил эту песню во время летнего гастрольного тура в поддержку альбома «Mazarin» в 2003 году[11]. Текст этой песни был также переведён на английский язык и группа Mono Mind (сторонний проект Гессле) выпустила трэк в альбоме «Mind Control» (2019) под названием «Shelter from the Storm».
6. «Viskar» из второго сольного альбома Гессле «Scener». Ранее была выпущена демоверсия песни с Мари Фредрикссон продолжительностью около 8 минут.
7. «Ömhet» была написана через неделю после того, как были отобраны все песни для сольного альбома Гессле «Mazarin» (2003)[7]. Песня была выпущена в качестве самостоятельного сингла (в цифровом виде и на 7" виниле). Би-сайдом к синглу стала ранее невыпускавшаяся демоверсия песни «I din hand» (T&A Demo, June 1993). Эта демоверсия была записана всего через несколько часов после написания самой песни. Общая длительность сингла «Ömhet» 6 мин 47 сек.
8. «Lycklig en stund» из альбома «Scener».
9. «Tända en sticka till» из дебютного альбома Гессле «Per Gessle». Музыкант также исполнял её на гастрольном туре «Mazarin sommarturné» в 2003 году[12].
10. «Som regn på en akvarell» была выпущена в студийном альбома Gyllene Tider «Puls». Название песни переводится на английский язык как «Watercolors in the Rain» — песня с таким названием записана в альбоме Roxette «Joyride» (1991).
11. «Mamma / Pappa» были выпущены в виде двойного A-side сингла 29 мая 2020 года[13]. «Mamma», единственная песня в альбоме, записанная с программингом, была написана ко Дню Матери, но появилась позже «Pappa».
12. «Kom ut till stranden» была написана для третьего сольного альбома Гессле на шведском языке и одна из немногих, текст которой никогда не переводился на английский.

## Чарты
В первую неделю после выхода альбом дебютировал в шведском чарте альбомов сразу же на первом месте. На 5 неделе альбом находился на 4 строке чарта, а на 6 неделе опустился на 9 место.

## Отзывы критиков
- Критик шведской ежедневной газеты «Aftonbladet» Пер Магнуссон пишет, что Гессле «глубоко копается в [сундуке с] сокровищами-песнями и исполняет свои недооцененные самые лучшие песни так хорошо, как может»[16].
- Йан Андерссон, обозреватель «Göteborgs-Posten» называет альбом «впечатляющей, но несколько неинтересной уборкой кладовки». В своей рецензии он называет музыканта «поп-профессором». Дуэт Гессле-Юсефссон в песне «Segla på ett moln» называется «приятным и чувственным», а дуэт со Сванте Турессоном в «I din hand» описывается как «восхитительные джазовые струны, сдувающиеся и заменяющиеся слегка утомленной атмосферой Gyllene Tider». Итог: «Это мило. Это впечатляет. Но не так уж интересно.»[10].
- «Ystads Allehanda» в своей рецензии отмечает, что вышедший альбом Гессле как две капли воды напоминает готовящийся к выходу альбом Пола Маккартни, идея обоих абсолютно одинаковая — каверы на собственные старые песни. В рецензии отмечается, что Хелена Юсефссон на пластинке заняла место, которое раньше отводилось в Roxette для Мари Фредрикссон. Итог: «Гессле было скучно на карантине. Альбом звучит как [классический] Гессле и это не обидно.»[17]
- «Värmlands Folkblad» ошибочно называет Хелену Юсефссон Хеленой Якобссон, ставит альбому 3 из 5 и пишет, что «Гессле осознает свои ограничения, поэтому и просит Хелену Якобссон (sic!) петь заглавную строфу в „Segla på ett moln“ и других песнях»[18].

## События после выхода альбома
Одновременно с альбомом вышел неизданный ранее сингл Roxette «Tu No Me Comprendes», который является испаноязычной версией песни «You Don’t Understand Me». В 1996 году дуэт выпустил целый сборник своих хитов на испанском языке «Baladas en Español», а также три песни на испанском языке в качестве бонуса к альбому «Have a Nice Day» (1999).